# Mette-Marit Tjessem Høiby
Mette-Marit norvég trónörökösné (szül.: Mette-Marit Tjessem Høiby, Kristiansand, 1973. augusztus 19. –) Haakon norvég koronaherceg felesége.

## Élete

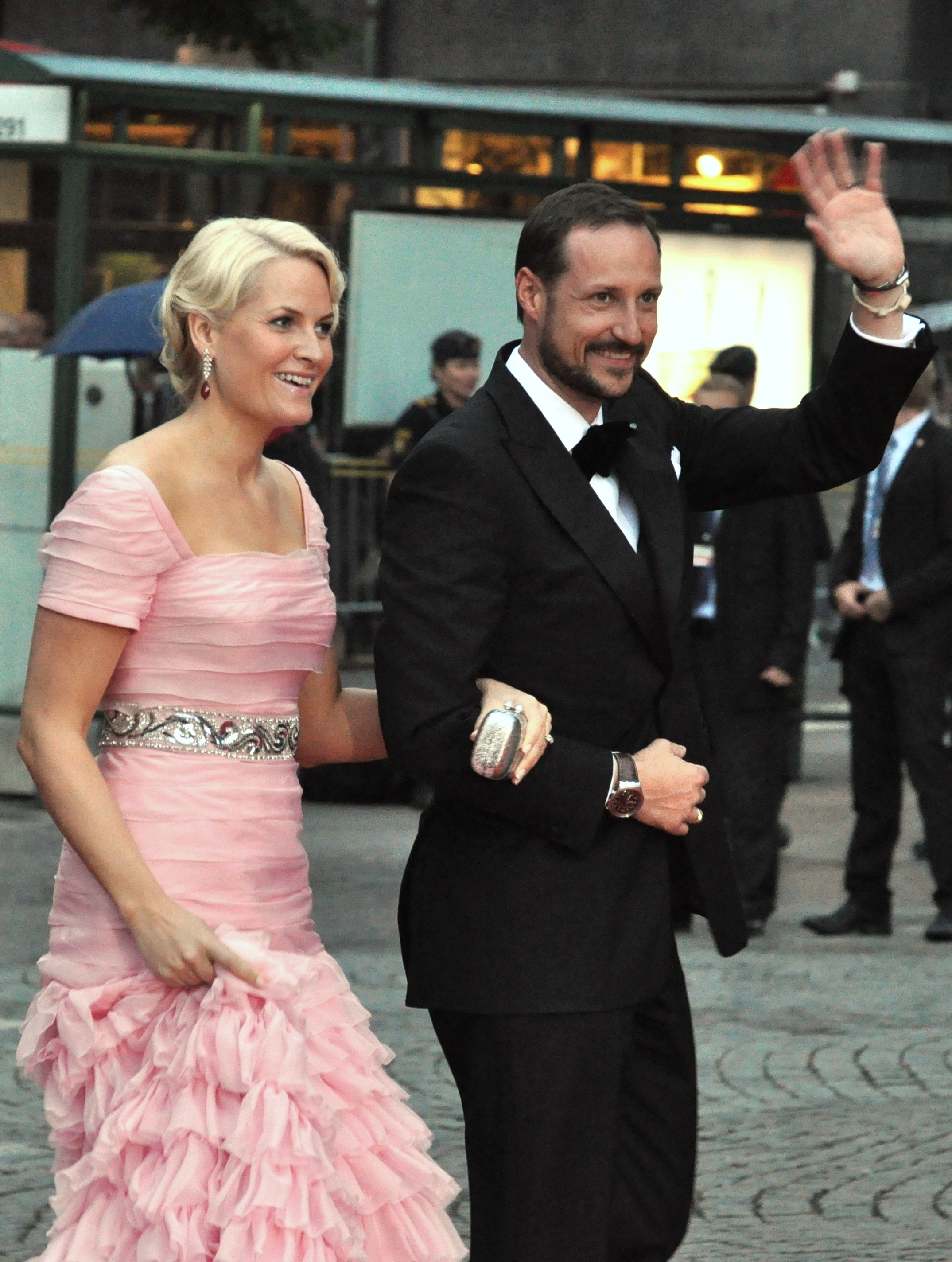
Mette-Marit és férje (2010)

Mette-Marit 1973-ban született Sven O. Høiby (1936–2007) és Marit Tjessem (1937–) utolsó gyermekként. Tizenegy éves volt, amikor szülei elváltak. Mindkét szülő újra házasodott.
1994-ben érettségizett le.
1997. január 13-án Oslóban született meg első gyermeke, Marius Borg Høiby. A fiú apja Morten Borg.
Haakon norvég trónörökössel 1999-ben találkozott a Quart Fesztiválon Kristiansandban.
2000. december 1-én eljegyezték egymást és 2001. augusztus 25-én házasodtak össze az oslói katedrálisban.
Házasságukból két gyermek született:
- Ingrid Alexandra norvég hercegnő
- Sverre Magnus norvég herceg

## Fordítás
- Ez a szócikk részben vagy egészben  a   Mette-Marit Tjessem Høiby című német Wikipédia-szócikk fordításán alapul.  Az eredeti cikk szerkesztőit annak laptörténete sorolja fel. Ez a jelzés csupán a megfogalmazás eredetét és a szerzői jogokat jelzi, nem szolgál a cikkben szereplő információk forrásmegjelöléseként.